# Vacaciones para Ivette
Vacaciones para Ivette es una película española dirigida por José María Forqué en 1964 con guion de Pedro Masó y Vicente Coello. 
La película, en tono costumbrista, muestra las primeras aperturas de los españoles al extranjero, a través de un intercambio vacacional de los niños de dos familias: una española, de Madrid, y otra francesa, de París.

## Sinopsis
Una familia madrileña espera la llegada de un niño francés en un intercambio vacacional de idiomas. Sin embargo, en lugar del niño, aparece Ivette, su hermana mayor, una adolescente francesa muy atractiva que revoluciona a la familia. Por su parte, Andrés, el niño español, también debe desenvolverse en París con su familia de acogida.

## Reparto completo
- Catherine Diamant como Ivette Bernard
- José Luis López Vázquez como Federico Aranda
- Luchy Soto como Julia
- Carlos Piñar como Miguel Aranda
- Marie Déa como Cecile
- Jacques Marin como Noel Bernard
- Guadalupe Muñoz Sampedro como Doña María
- Alain Morat (Bibi Morat) como Pierre Bernard
- Gracita Morales como Rafaela
- Antonio Mayans como Josele
- Concha Goyanes como Amiga de Miguel
- Emilio Gutiérrez Caba como Tito
- María Esther Vázquez como Amiga de Miguel
- Tomás Picó como Amigo de Miguel
- María Luisa Ponte como Enferma en la Farmacia
- Pierre Risch
- Belinda Corel como Azafata
- Rafaela Aparicio como Doña Rosario
- Pierre Moncorbier
- Olga Omar como Chica del mostrador de Air France
- Catherine Clarence
- José Morales como Remigio, vendedor de flores
- Juan Cazalilla como Tripulante vuelo Madrid-París
- Dina Loy como Azafata en pista
- Grischa Gromoff
- Julio Navarro
- Raymond Morat
- Margaret Fuller
- Miguel Armario
- Carlos Piernavieja como Entrenador natación
- Pablo Alonso como Andrés Aranda
- Jorge Juan Marino como Cholo Aranda, hijo pequeño
- María Jesús Balenciaga como Miki, niña amiga de Cholo
- Jarry Gerard como Niño
- José García como Niño
- Narrador: Félix Acaso